# 16 Cygni
16 Cygni – układ potrójny gwiazd położony w gwiazdozbiorze Łabędzia w odległości około 69 lat świetlnych od Ziemi.

## Struktura układu
Składniki 16 Cygni A i 16 Cygni B to podobne gwiazdy, będące żółtymi karłami tak jak nasze Słońce. Są oddalone od siebie aż o 860 au. Wokół 16 Cygni B krąży planeta 16 Cygni B b.
16 Cygni C jest najmniej poznanym ciałem tego układu. Wiadomo, że jest to czerwony karzeł, prawdopodobnie typu widmowego M. Krąży wokół składnika A w odległości ok. 73 au.